# 90-й километр (Выборг — Хийтола)
Платфо́рма 90 км — упразднённый остановочный пункт на 90,95 км перегона Бородинское — Хийтола линии Выборг — Хийтола. Располагался в Хийтольском сельском поселении Лахденпохского района Карелии и был предназначен для транспортного обслуживания южной части посёлка Куянсуо (фин. Kujansuo), а также для проезда до места работы живущей рядом семьи железнодорожников.

## История
В финский период данной местности здесь на перегоне Пукинниеми — Хийтола существовал пассажирский остановочный пункт Аласъярви (Alasjärvi), открытый 1 октября 1933 года. В то время этот участок принадлежал Финляндским государственным железным дорогам, а остановочный пункт представлял собой деревянную платформу без пассажирского павильона и без какого-либо дежурного персонала. С окончательным переходом территории к Советскому Союзу осенью 1944 года остановочный пункт был ликвидирован.
В середине 1960-х годов с появлением регулярного пригородного сообщения между Выборгом и Хийтолой для жителей хуторов Куянсуо на месте существовавшей довоенной платформы Аласъярви назначили остановку по требованию, присвоив ей покилометровое обозначение.
По линии Выборг — Хийтола — (Элисенваара) курсировал дизель-поезд Д1, имея на платформе остановку по требованию. Платформа находилась восточнее переезда с дорогой 86К-117 Хийтола — Куянсуо, напротив километрового столба 90/91. В 1980-х годах постоянное население южной, отдалённой, части посёлка Куянсуо значительно сократилось и остановку упразднили. При прокладке в 2000-х годах бесстыкового пути следов от посадочной платформы не осталось.
Также вблизи остановочного пункта на отметке 90 км 2 пк имелся подъездной путь к гравийному карьеру, существовавшему здесь в начале XX века. Фрагмент насыпи подъездного пути, земляное полотно карьерной ветки и сама гравийная яма сохранились до наших дней. Карьер примечателен тем, что гравий из него использовался для отсыпки земляного полотна при строительстве железнодорожной линии Хийтола — Рауту.